# Van Leer (bedrijf)
Van Leer Industrial Packaging is een multinationaal bedrijf dat in verschillende vormen heeft bestaan van 1919 tot 2001 en dat industriële verpakkingen produceerde.

## Geschiedenis
In 1917 richtte Bernard van Leer, samen met zijn broer Sigismund, de papierwaren- en kartonnagefabriek "De Atlas" op aan de Lange Leidsedwarsstraat in Amsterdam.
In 1918 nam Bernard Van Leer een kartonfabriek te Rotterdam en de NV Maatschappij ter Vervaardiging van Massa-artikelen, producent van metalen verpakkingen, over. Deze bedrijven werden op 8 november 1919 samengevoegd tot de NV van Leer's Vereenigde Fabrieken. De productie bestond aanvankelijk uit kisten, blikken, dozen en vaten. In hetzelfde jaar liet Van Leer een patent registreren, tot verbetering van de sluiting van petroleumblikken. Dit werd de voorloper van de Van Leer-"Tri Sure" vatsluiting, die ook tegenwoordig nog in gebruik is.
In 1922 brak een staking uit, juist toen een order voor chocoladeverpakkingen voor Van Houten te Weesp moest worden geleverd. Van Leer verplaatste de productie in het geheim naar Weesp en de arbeiders stonden voor een lege fabriek. In hetzelfde jaar werden alle productieactiviteiten verkocht aan het Berlin-Burger Eisenwerk, in ruil waarvoor Van Leer de alleenvertegenwoordiger van diens producten werd en een handelsmaatschappij werd.
In 1925 bracht Van Leer een bezoek aan de raffinaderij van Shell te Pernis, waar men geconfronteerd werd met lekkende olievaten van het fabricaat Krupp. Van Leer wist wel een oplossing voor dit probleem en sleepte aldus een grote order binnen waarmee het bedrijf een multinational werd. Ook hier werd de productie aanvankelijk uitbesteed, maar toen Berlin-Burger in 1926 in moeilijkheden kwam kocht Van Leer een aantal fabrieken terug.
Nu werd Van Leer weer een producent, nam nog diverse vatenfabrieken over en leverde in 1927 aan Shell zelfs een complete vatenfabriek. Toen in 1929 de rivieren waren dichtgevroren, maakte Van Leer voor het eerst op grote schaal gebruik van vrachtwagentransport, hoewel de wegen en de voorzieningen erlangs nog in primitieve staat verkeerden.
In 1934 werd in Lier de fabriek van "The Standard Drum and Barrel Company" overgenomen, terwijl in 1930 te Vreeland een verffabriek van start ging. Uiteindelijk werd in 1937 op het terrein van Hoogovens te IJmuiden een plaatwalserij gebouwd onder de naam: Van Leer's Walsbedrijven N.V.. Deze walserij was opgezet om onafhankelijk te zijn van grondstoffenleveranciers voor de vatenproductie.

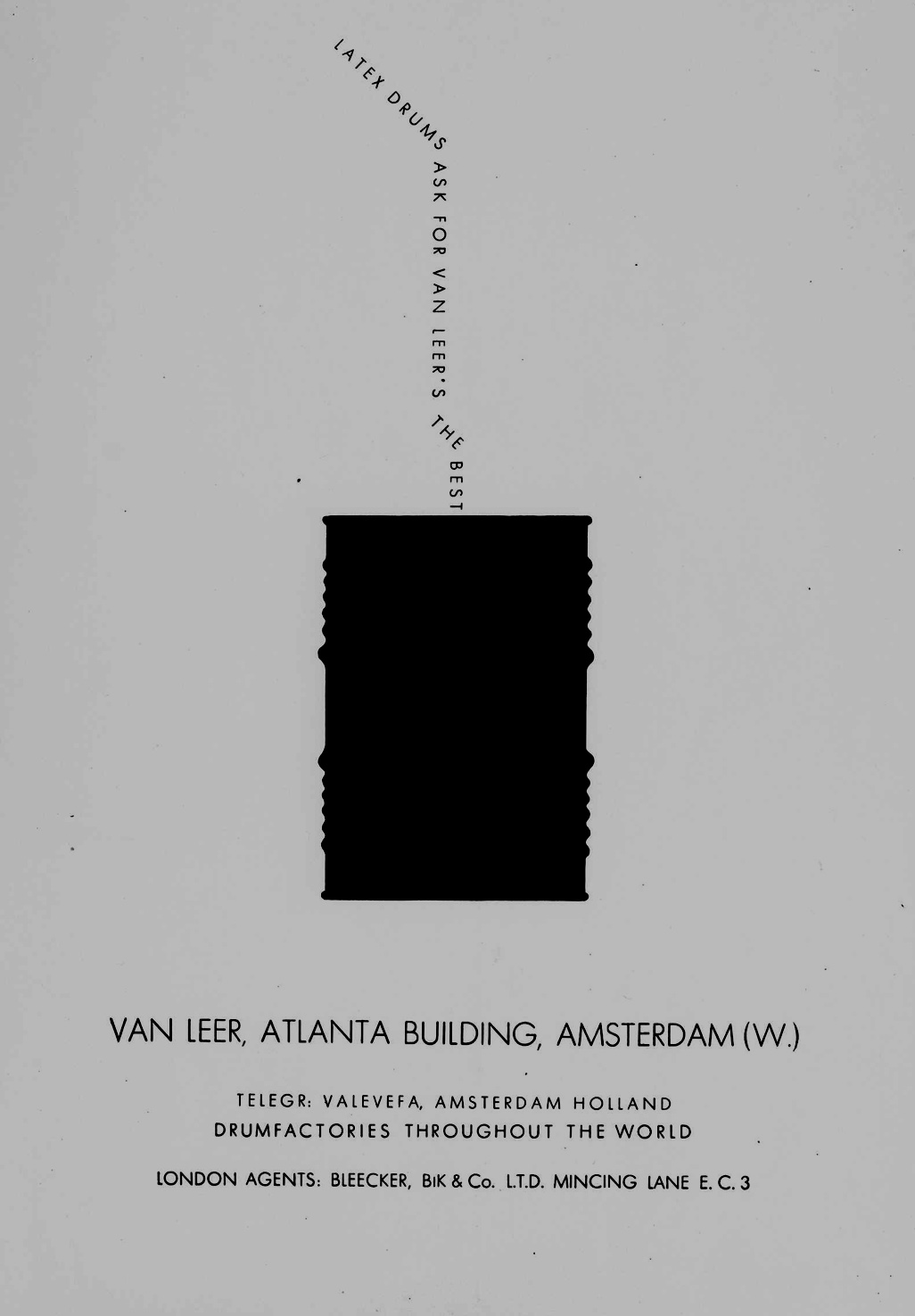
Reclame uit ca. 1935

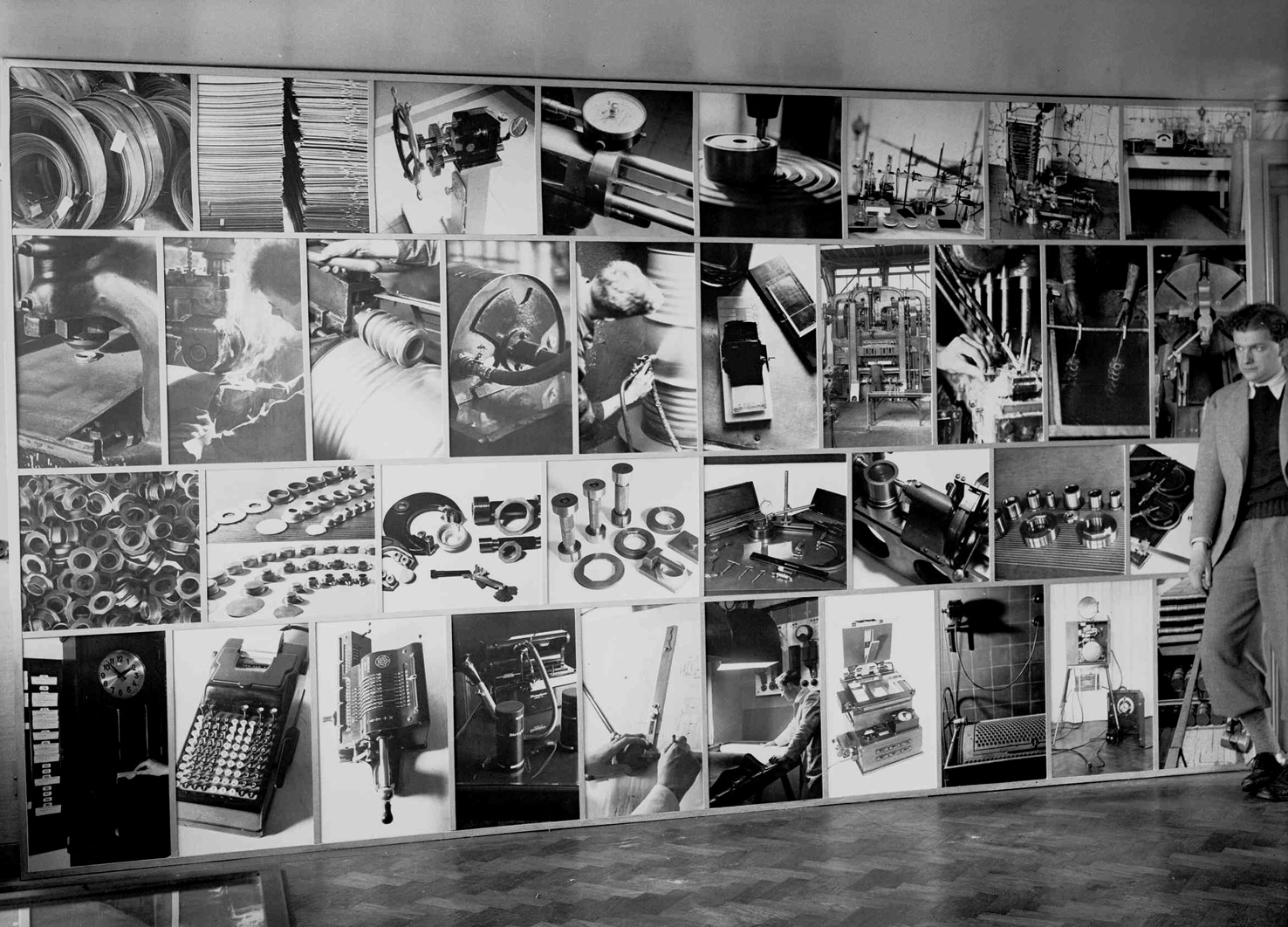
Wand met foto’s van producten van Van Leer, circa 1935, met rechts fotograaf Karel Kleijn

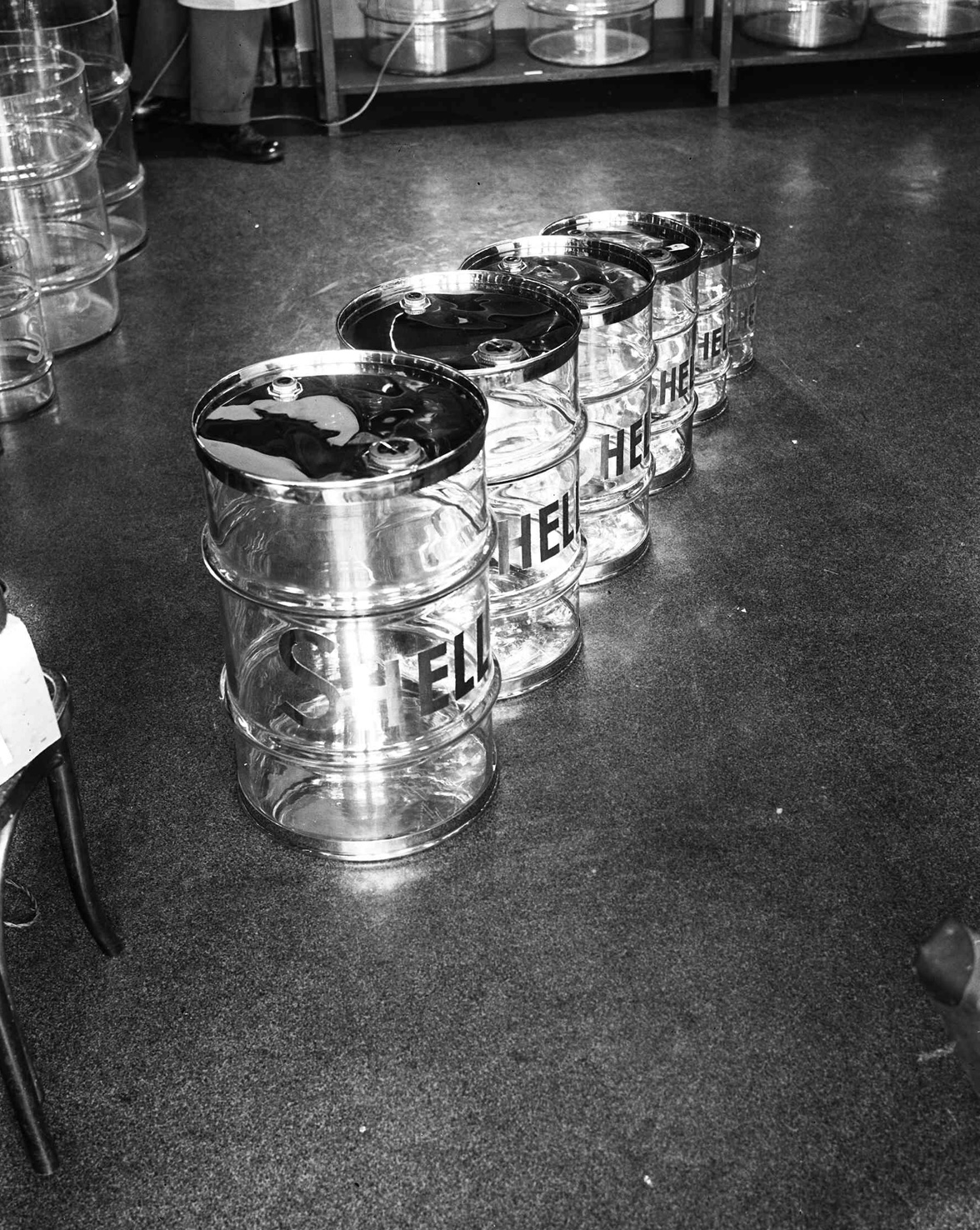
Vaten voor Shell van Van Leer

## Bezetting en naoorlogse periode
Aangezien Van Leer Joods was, moest hij in 1941 voor de bezetter vluchten, waarbij hij overigens een vrijgeleide kreeg, en zijn fabrieken werden geconfisqueerd. De walserij werd in 1941 door Hoogovens overgenomen en ging verder als Walserij-Oost. Uiteindelijk ging deze walserij op in de Breedbandwalserij die begin jaren 50 van de 20e eeuw werd gebouwd en resulteerde in de Warmbandwalserij (1952) en de Koudbandwalserij (1953).
Na de bevrijding kwam Van Leer weer terug en vanaf 1946 expandeerde het bedrijf weer en opende vatenfabrieken in vele landen. Spectaculair was de mobiele vatenfabriek die naar overal ter wereld kon worden vervoerd en snel kon worden opgebouwd en afgebroken.
Toen Bernard in 1958 overleed werden Jan Bouw en Bernards zoon Oscar van Leer de opvolgers, doch Bouw overleed reeds in 1960, waarna Oscar de topman werd. Een deel van de winst werd gestoken in de Bernard van Leer Foundation, een charitatief fonds voor vooral onderwijs aan jonge kinderen over de hele wereld.
In 1965 haalde Oscar van Leer de latere minister Koos Andriessen binnen als lid van de raad van bestuur. Deze werd in 1980 de bestuursvoorzitter, tot 1987, waarna hij voorzitter van het Nederlands Christelijk Werkgeversverbond (NCW) werd. Bij Van Leer werd Gerhard Veller de nieuwe topman. Het bedrijf leed in deze tijd schade door acties van de anti-apartheidsbeweging tegen Van Leer's vestiging in Zuid-Afrika.
De naam van het bedrijf, Van Leer's Vatenfabrieken N.V., werd in 1980 veranderd in Koninklijke Emballage Industrie Van Leer NV, mede om de diversificatie uit te drukken.
In 1990 kwam Willem de Vlugt aan het roer. Er volgden opnieuw diverse overnames en openingen van vatenfabrieken, onder meer in China. Toen Oscar van Leer in 1996 overleed was Van Leer geen familiebedrijf meer. In 1991 realiseerde het bedrijf een nettowinst van 58 miljoen gulden op een omzet van ƒ 3 miljard. In 1992 werd het Duitse verpakkingsbedrijf 4P Packaging uit Kempten overgenomen van Unilever voor ruim ƒ 600 miljoen. Met deze overname kreeg van Leer een extra omzet van ruim 1 miljard Duitse mark en 3600 medewerkers erbij. In 1993 was de nettowinst ƒ 10 miljoen op een omzet van ƒ 4 miljard. Het bedrijf telde toen 130 vestigingen in 35 landen en 17.000 werknemers. In 1996 werd het aandeel Van Leer genoteerd op de Amsterdamse effectenbeurs.

## Overname en opsplitsing
Drie jaar later in 1999 werd het overgenomen door het Finse bedrijf Huhtamäki en de aandelen verdwenen weer van de beurs. De combinatie ging verder als Huhtamüki Van Leer. Huhtamüki was actief op het gebied van margarinekuipjes, ijswikkels en andere verpakkingen voor consumenten en voegde met Van Leer industriële verpakkingen aan het assortiment toe.
Het Finse avontuur eindigde deels al in 2001, toen nam het Amerikaanse emballageconcern Greif Brothers de industriële verpakkingen van Huhtamüki Van Leer over. Greif betaalde US$ 555 miljoen, dit is inclusief overgenomen schulden en andere verplichtingen. Met de overname verdubbelde Greif de jaaromzet met zo'n 200 vestigingen in meer dan 40 landen. De consumentenverpakkingen bleven bij bleven Huhtamäki. Korte tijd later verdween de naam Van Leer.
In 2004 schonk Van Leer haar bedrijfsarchief aan het toenmalige Gemeente Archief Amsterdam.

## Producten van Van Leer
- Kartonnen dozen voor boter en margarine, 1919
- 10 liter olieblikken met Van Leer patentsluiting, 1919
- Houten kisten voor blikken met olie en cacao, 1919
- Blikken voor cacao en sigaretten, verkoop van Nestor Gianaclis sigaretten, 1921
- Geribde vaten voor zachte zeep, 1922
- Vaten voor bitumen, 1923
- Olievaten, 1927
- Vatenfabrieken op turnkey basis, 1927
- Renovatie van LPG-cilinders, 1934
- Handel in Kip Caravans, 1934
- LPG-cilinders, 1936
- Munitiekisten, 1937
- Walserijproducten, 1938
- Jerrycans, 1940
- Expansievaten voor Centrale Verwarming, 1940
- Coveren van rubberbanden, 1943
- Inwendige coating van olievaten, 1946
- Roestvrijstalen biervaten, 1947
- Verfstoffen voor vaten, 1952
- Zuurstof en acetyleen, 1952
- Laselektroden, 1952
- Radiatoren voor Centrale verwarming, 1955
- Olietanks voor huisbrandinstallaties, 1959
- Plastic en glasvezelvaten, 1960
- Glazen buizen "Spiralo", door Vlietjonge, 1963
- Appeltrays van polystyreen, 1964
- Opslagtanks voor LPG, 1965
- Roestvrijstalen gootstenen, 1967
- Expanded polystyreen eierdozen, 1967
- Zonneboilers, 1973
- Valvaco, cadeaupapier, 1980

## Vestigingen
Hieronder de vestigingen die ooit in de Benelux zijn geweest of nog bestaan onder een andere naam:

### Nederland

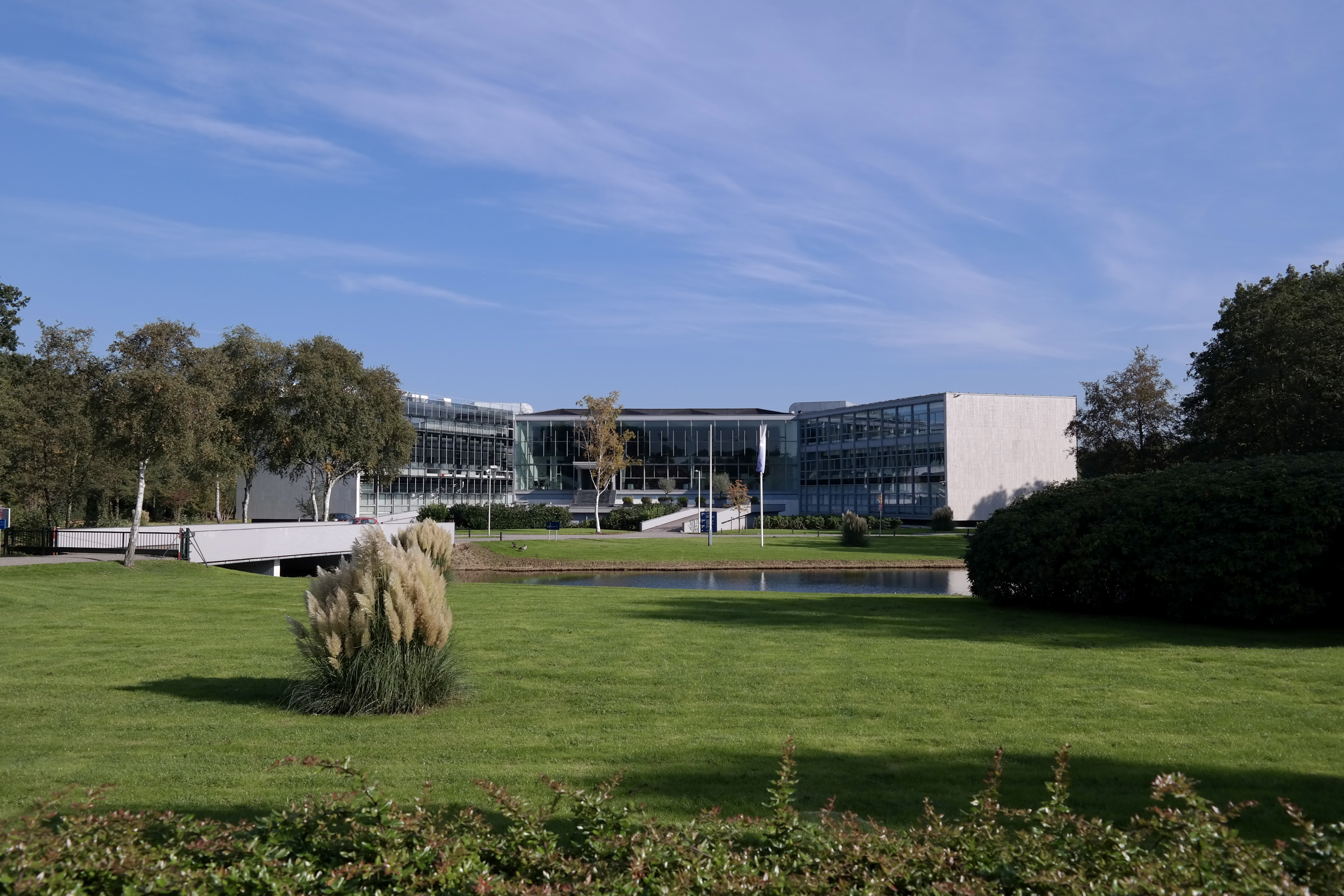
Het hoofdkantoor in Amstelveen was een ontwerp van de Amerikaanse architect Marcel Breuer

- Amstelveen, hoofdkantoor en computercentrum 1971-1979, sinds 1958
- Mijdrecht, research en ontwikkeling, sinds 1974
- Amsterdam, sluitingen sinds 1919, 1966-1976 kantoor
- Botlek, stalen vaten, sinds 1964
- Pernis, stalen vaten, sinds 1936
- Utrecht, glasvezel vaten, sinds 1955
- Vreeland, stalen drums en verfstoffen, sinds 1930
- Amsterdam, gemetalliseerde folie en papier, sinds 1981
- Franeker, spuitgegoten glasfiberproducten, sinds 1988
- Drachten, papier, sinds 1981

### België
- Lier, stalen vaten, LPG-cilinders, cv-onderdelen, vanaf 1934
- Essen, films en flexibele producten, sinds 1965
- Muno, spuitgietwerk van vezels, sinds 1981

## Greif
Greif heeft vestigingen in de Benelux te Lier, Gent, Europoort, Ede en Vreeland. De fabriek in Europoort is in 1993 geopend en is de grootste stalen-vatenfabriek ter wereld. De fabriek in Ede is in 2017 geopend en maakt IBC's (Intermediate bulk containers) in een cleanroom.